# Lothar Schneider (Fußballspieler)
Lothar Schneider (* 3. Dezember 1953) ist ein ehemaliger deutscher Fußballspieler.

## Karriere
Mit der A-Jugend des MSV Duisburg gewann der Mittelfeldspieler am 2. Juli 1972 in Stuttgart gegen den heimischen VfB Stuttgart mit einem 2:0-Erfolg die Deutsche Meisterschaft. Neben Lothar Schneider entwickelten sich unter Trainer Willibert Kremer auch noch die Talente Klaus Bruckmann, Werner Schneider, Ernst Savkovic, Hans-Jürgen Baake und Ronald Worm. Zur Runde 1972/72 rückten sieben Spieler direkt aus der erfolgreichen A-Jugend in den Kader der Profimannschaft zu Trainer Rudi Faßnacht, darunter auch Lothar Schneider.
In der Bundesliga-Saison 1972/73 schaffte der damals 18-jährige Lothar Schneider den Sprung in den Profikader des MSV Duisburg. Sein Debüt für den MSV gab er am 7. Spieltag beim 0:0 gegen Fortuna Düsseldorf. Als Duisburg 1975 in das DFB-Pokalfinale gegen Eintracht Frankfurt einzog, war Schneider beim überraschenden 3:2-Auswärtserfolg am 8. Februar 1975 beim FC Bayern München im Einsatz. Beim 2:1-Halbfinalerfolg nach Verlängerung am 30. April gegen Borussia Dortmund wurde er in der 75. Minute für Worm eingewechselt. Am Finaltag kam er nicht zum Einsatz. In der Runde 1975/76 nahm er mit dem MSV am Wettbewerb des UEFA-Cup teil. Duisburg schied in der zweiten Runde im Oktober/November 1975 gegen Levski/Spartak Sofia aus. In beiden Begegnungen spielte Schneider im MSV-Mittelfeld an der Seite von Theo Bücker und Kees Bregman. Er konnte sich in den kommenden vier Jahren nicht entscheidend durchsetzen und wechselte 1976 zu dem damaligen Bundesligisten Tennis Borussia Berlin. 1977 stieg er mit diesem in die 2. Bundesliga Nord ab. Er belegte mit den "Veilchen" 1977/78 in der 2. Liga den 10. Rang, bestritt 35 Ligaspiele und erzielte dabei vier Tore. Zur Runde 1978/79 wechselte er in die Schweiz zum FC Sion. Er spielte von 1981 bis 1983 noch für Rot-Weiß Oberhausen in der Oberliga Nordrhein, in der er in 53 Spielen 12 Tore erzielte.
Nach einem Schienbeinbruch musste Schneider seine Profilaufbahn beenden. Als Amateurspieler blieb er dem Fußball eine Zeit lang weiter treu.

## Erfolge
- Meister Oberliga Nordrhein 1983

## Sonstiges
Seit 1989 ist er als Einzelhandelskaufmann bei einem Unternehmen in Duisburg tätig.